# Rugby à sept aux Jeux mondiaux de 2013
Navigation
Kaohsiung 2009
L'épreuve de rugby à sept aux Jeux mondiaux de 2013 se déroule les 1er et 2 août 2013. Huit équipes s'affrontent au Stade olympique Pascual-Guerrero à Cali. C'est la dernière apparition du rugby à sept aux jeux mondiaux du fait de son inclusion aux Jeux olympiques d'été de 2016,.
Cette dernière édition est gagnée par l'Afrique du Sud.

## Équipes participantes
Huit équipes participent au tournoi :
- Afrique du Sud
- Argentine
- Brésil
- Canada
- Colombie
- France
- Hong Kong
- Uruguay

## Phase de poules
Résultats de la phase de poules,

### Poule A
| Rang | Pays           | J | V | N | D | Pm | Pe  | Diff | Pts |
| ---- | -------------- | - | - | - | - | -- | --- | ---- | --- |
| 1    | Afrique du Sud | 3 | 3 | 0 | 0 | 93 | 24  | +69  | 9   |
| 2    | Canada         | 3 | 2 | 0 | 1 | 91 | 31  | +60  | 7   |
| 3    | Hong Kong      | 3 | 1 | 0 | 2 | 57 | 62  | -5   | 5   |
| 4    | Colombie       | 3 | 0 | 0 | 3 | 0  | 124 | -124 | 3   |

| 1er août 2013 12 h 30 | Afrique du Sud | 43 – 0 | Colombie |  |
| 1er août 2013 12 h 30 |                |        |          |  |
| 1er août 2013 12 h 30 |                |        |          |  |

| 1er août 2013 12 h 55 | Canada | 31 – 12 | Hong Kong |  |
| 1er août 2013 12 h 55 |        |         |           |  |
| 1er août 2013 12 h 55 |        |         |           |  |

| 1er août 2013 15 h 00 | Afrique du Sud | 31 - 7 | Hong Kong |  |
| 1er août 2013 15 h 00 |                |        |           |  |
| 1er août 2013 15 h 00 |                |        |           |  |

| 1er août 2013 15 h 25 | Canada | 43 – 0 | Colombie |  |
| 1er août 2013 15 h 25 |        |        |          |  |
| 1er août 2013 15 h 25 |        |        |          |  |

| 1er août 2013 17 h 30 | Afrique du Sud | 19 – 17 | Canada |  |
| 1er août 2013 17 h 30 |                |         |        |  |
| 1er août 2013 17 h 30 |                |         |        |  |

| 1er août 2013 17 h 52 | Hong Kong | 38 – 0 | Colombie |  |
| 1er août 2013 17 h 52 |           |        |          |  |
| 1er août 2013 17 h 52 |           |        |          |  |

### Poule B
| Rang | Pays      | J | V | N | D | Pm | Pe | Diff | Pts |
| ---- | --------- | - | - | - | - | -- | -- | ---- | --- |
| 1    | Argentine | 3 | 3 | 0 | 0 | 85 | 35 | +50  | 9   |
| 2    | France    | 3 | 2 | 0 | 1 | 54 | 57 | -3   | 7   |
| 3    | Brésil    | 3 | 1 | 0 | 2 | 29 | 55 | -26  | 5   |
| 4    | Uruguay   | 3 | 0 | 0 | 3 | 50 | 71 | -21  | 3   |

| 1er août 2013 13 h 20 | France | 12 – 5 | Brésil |  |
| 1er août 2013 13 h 20 |        |        |        |  |
| 1er août 2013 13 h 20 |        |        |        |  |

| 1er août 2013 13 h 45 | Argentine | 26 – 14 | Uruguay |  |
| 1er août 2013 13 h 45 |           |         |         |  |
| 1er août 2013 13 h 45 |           |         |         |  |

| 1er août 2013 15 h 50 | France | 28 – 24 | Uruguay |  |
| 1er août 2013 15 h 50 |        |         |         |  |
| 1er août 2013 15 h 50 |        |         |         |  |

| 1er août 2013 16 h 15 | Argentine | 31 – 7 | Brésil |  |
| 1er août 2013 16 h 15 |           |        |        |  |
| 1er août 2013 16 h 15 |           |        |        |  |

| 1er août 2013 18 h 14 | France | 14 - 28 | Argentine |  |
| 1er août 2013 18 h 14 |        |         |           |  |
| 1er août 2013 18 h 14 |        |         |           |  |

| 1er août 2013 18 h 36 | Uruguay | 12 - 17 | Brésil |  |
| 1er août 2013 18 h 36 |         |         |        |  |
| 1er août 2013 18 h 36 |         |         |        |  |

## Phase finale
Résultats de la phase finale.

### Tournoi principal
|  | Quarts de finale    | Quarts de finale    |                     |                     | Demi-finales           | Demi-finales           |   |  | Finale              | Finale              |
|  | Quarts de finale    | Quarts de finale    |                     |                     | Demi-finales           | Demi-finales           |   |  | Finale              | Finale              |
|  |                     |                     |                     |                     |                        |                        |   |  |                     |                     |
|  | 2 août 2013 11 h 00 | 2 août 2013 11 h 00 |                     |                     | 2 août 2013 14 h 30    | 2 août 2013 14 h 30    |   |  | 2 août 2013 17 h 55 | 2 août 2013 17 h 55 |
|  | 2 août 2013 11 h 00 | 2 août 2013 11 h 00 |                     |                     | 2 août 2013 14 h 30    | 2 août 2013 14 h 30    |   |  | 2 août 2013 17 h 55 | 2 août 2013 17 h 55 |
|  | Afrique du Sud      | 36                  |                     |                     | 2 août 2013 14 h 30    | 2 août 2013 14 h 30    |   |  | 2 août 2013 17 h 55 | 2 août 2013 17 h 55 |
|  | Afrique du Sud      | 36                  |                     |                     | 2 août 2013 14 h 30    | 2 août 2013 14 h 30    |   |  | 2 août 2013 17 h 55 | 2 août 2013 17 h 55 |
|  | Uruguay             | 0                   |                     |                     | 2 août 2013 14 h 30    | 2 août 2013 14 h 30    |   |  | 2 août 2013 17 h 55 | 2 août 2013 17 h 55 |
|  | Uruguay             | 0                   | Afrique du Sud      | 33                  |                        |                        |   |  | 2 août 2013 17 h 55 | 2 août 2013 17 h 55 |
|  | 2 août 2013 11 h 25 |                     | Afrique du Sud      | 33                  |                        |                        |   |  | 2 août 2013 17 h 55 | 2 août 2013 17 h 55 |
|  |                     | France              | 12                  |                     |                        |                        |   |  | 2 août 2013 17 h 55 | 2 août 2013 17 h 55 |
|  | Hong Kong           | France              | 12                  | 12                  |                        |                        |   |  | 2 août 2013 17 h 55 | 2 août 2013 17 h 55 |
|  | Hong Kong           |                     |                     | 12                  |                        |                        |   |  | 2 août 2013 17 h 55 | 2 août 2013 17 h 55 |
|  | France              | 14                  |                     |                     |                        |                        |   |  | 2 août 2013 17 h 55 | 2 août 2013 17 h 55 |
|  | France              | 14                  | Afrique du Sud      | 33                  |                        |                        |   |  |                     |                     |
|  | 2 août 2013 11 h 50 |                     | Afrique du Sud      | 33                  |                        |                        |   |  |                     |                     |
|  |                     | Argentine           | 24                  |                     |                        |                        |   |  |                     |                     |
|  | Argentine           | Argentine           | 24                  | 49                  |                        |                        |   |  |                     |                     |
|  | Argentine           | 2 août 2013 15 h 00 |                     | 49                  |                        |                        |   |  |                     |                     |
|  | Colombie            | 5                   |                     |                     |                        |                        |   |  |                     |                     |
|  | Colombie            | 5                   | Argentine           | 19                  |                        |                        |   |  |                     |                     |
|  | 2 août 2013 12 h 15 | 2 août 2013 12 h 15 | Argentine           | 19                  | Match pour la 3e place | Match pour la 3e place |   |  |                     |                     |
|  | 2 août 2013 12 h 15 | 2 août 2013 12 h 15 |                     | Canada              | Match pour la 3e place | Match pour la 3e place | 7 |  |                     |                     |
|  | Brésil              | 7                   | 2 août 2013 17 h 30 | 2 août 2013 17 h 30 |                        |                        | 7 |  |                     |                     |
|  | Brésil              | 7                   | 2 août 2013 17 h 30 | 2 août 2013 17 h 30 |                        |                        |   |  |                     |                     |
|  | Canada              | 26                  |                     | Canada              | 33                     |                        |   |  |                     |                     |
|  | Canada              | 26                  |                     | Canada              | 33                     |                        |   |  |                     |                     |
|  |                     |                     |                     |                     |                        |                        |   |  | France              | 21                  |
|  |                     |                     |                     |                     |                        |                        |   |  | France              | 21                  |

### Matchs de classement
|  | Demi-finales de classement | Demi-finales de classement |               |    | Finale de classement 5e / 6e places | Finale de classement 5e / 6e places |
|  | Demi-finales de classement | Demi-finales de classement |               |    | Finale de classement 5e / 6e places | Finale de classement 5e / 6e places |
|  |                            |                            |               |    |                                     |                                     |
|  | 2 août 2013 13 h 30        | 2 août 2013 13 h 30        |               |    | 2 août 2013 16 h 30                 | 2 août 2013 16 h 30                 |
|  | 2 août 2013 13 h 30        | 2 août 2013 13 h 30        |               |    | 2 août 2013 16 h 30                 | 2 août 2013 16 h 30                 |
|  | Uruguay                    | 7                          |               |    | 2 août 2013 16 h 30                 | 2 août 2013 16 h 30                 |
|  | Uruguay                    | 7                          |               |    | 2 août 2013 16 h 30                 | 2 août 2013 16 h 30                 |
|  | Hong Kong                  | 17                         |               |    | 2 août 2013 16 h 30                 | 2 août 2013 16 h 30                 |
|  | Hong Kong                  | 17                         | Hong Kong     | 22 |                                     |                                     |
|  | 2 août 2013 14 h 00        |                            | Hong Kong     | 22 |                                     |                                     |
|  |                            | Brésil                     | 7             |    |                                     |                                     |
|  | Colombie                   | Brésil                     | 7             | 12 |                                     |                                     |
|  | Colombie                   |                            |               | 12 |                                     |                                     |
|  | Brésil                     | 19                         |               |    |                                     |                                     |
|  | Brésil                     | 19                         | 7e / 8e place |    |                                     |                                     |
|  |                            |                            |               |    |                                     |                                     |
|  | 2 août 2013 16 h 00        |                            |               |    |                                     |                                     |
|  |                            |                            |               |    |                                     |                                     |
|  | Uruguay                    | 29                         |               |    |                                     |                                     |
|  | Uruguay                    | 29                         |               |    |                                     |                                     |
|  | Colombie                   | 7                          |               |    |                                     |                                     |
|  | Colombie                   | 7                          |               |    |                                     |                                     |

## Podium
| Épreuves     | Or | Argent | Bronze |
| Rugby à sept | Rugby à sept | Rugby à sept | Rugby à sept |
| ------------ | --- | --- | --- |
| Tournoi      | Afrique du Sud- Bernado Botha (en) - Cornal Hendricks - Jamba Ulengo - Mark Richards (en) - Reuben Johannes (en) - Ruwellyn Isbell (en) - Senatla Seabelo Mohanoe - Stephanus Dippenaar - Steven Hunt (en) - Werner Kok - Willem Johannes Strydom - Kyle Brown | Argentine- Tomas Carrio - Ramiro Ignacio Chavez Teyssier - Agustin Cortez - Ramiro Finco (en) - Tomas Lanfranconi - Augustin Migliore - Axel Müller - Martin Nunez Lasalle - Diego Palma - Aníbal Panceyra Garrido (en) - Joaquín Paz (en) - Gastón Revol (en) | Canada- Connor Braid - Justin Douglas (en) - Lucas Hammond (en) - Patrick Kay (en) - Adam Kleeberger - Clayton Meeres - Jorden Sandover-Best - Michael Scholz - Jack Smith - Jacob Webster - Jordan Wilson - Adam Zaruba |

## Tableau des médailles
| Rang  | Nation         | Or | Argent | Bronze | Total |
| ----- | -------------- | -- | ------ | ------ | ----- |
| 1     | Afrique du Sud | 1  | 0      | 0      | 1     |
| 2     | Argentine      | 0  | 1      | 0      | 1     |
| 3     | Canada         | 0  | 0      | 1      | 1     |
| TOTAL | TOTAL          | 1  | 1      | 1      | 3     |